# Russki (Primórie)
|  | Per a altres significats, vegeu «Russki». |

Russki (en rus: Русский) és un poble (possiólok) del krai de Primórie, a l'Extrem Orient de Rússia, que en el cens del 2010 tenia 4.703 habitants. Es troba a l'illa Russki, a 15 km de Vladivostok.